# 迦太基港口戰
迦太基港口戰 是發生於第三次布匿戰爭中公元前147年迦太基與羅馬共和國的一場海戰。雖然迦太基人獲勝，但不能解除羅馬人的封鎖。

## 過程
公元前147年夏天迦太基圍城中, 羅馬艦隊在Lucius Hostilius Mancinus指揮下，一直在離岸不遠的地方監視迦太基城。